# 圣依纳爵堂 (杜布罗夫尼克)

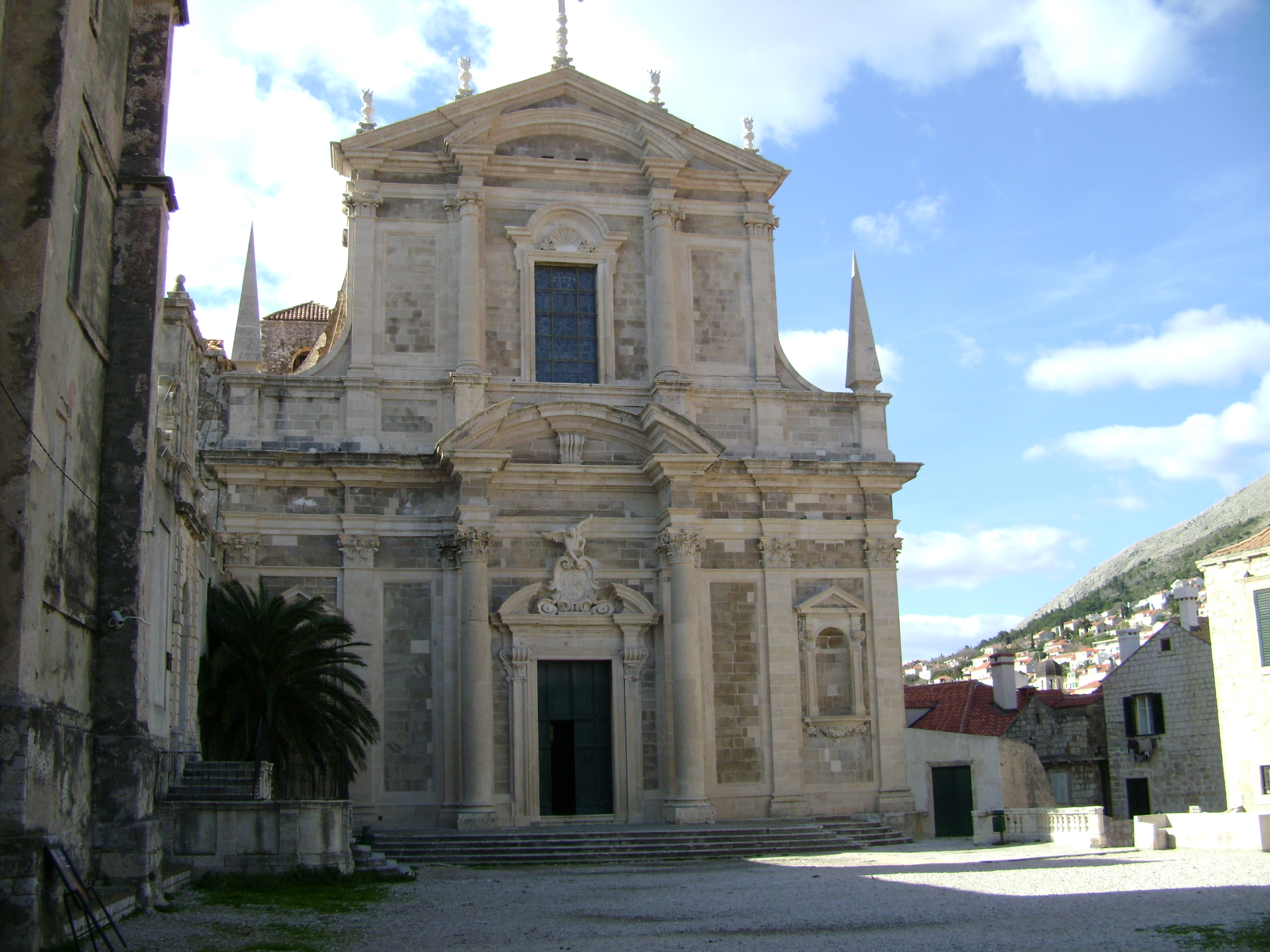
杜布罗夫尼克圣依纳爵堂

圣依纳爵堂（克罗地亚语：Crkva sv. Ignacija）是克罗地亚城市杜布罗夫尼克的耶稣会教堂。
这是一座巴洛克风格的教堂，完成于1725年。它模仿了罗马的圣依纳爵堂。建筑师安德烈·波佐。堂内的巴洛克壁画，描绘依纳爵·罗耀拉的生平场景, 为画家盖塔诺·加西亚的作品。
1885年，该堂内兴建了欧洲最早的供奉露德圣母的洞穴之一。
教堂位于Poljana Ruđera Boškovića广场上。广场上自1738年建起了宏伟的台阶, 为Pietra Passalacque的作品，模仿了罗马的西班牙广场。该堂建立了著名的耶稣会大学拉古萨学院 (Collegium Ragusinum)，即今天的杜布罗夫尼克文法学校。